# Watersportbaan Tilburg
De watersportbaan Tilburg (ook watersportbaan van Noord-Brabant) is een wedstrijd- en oefenbaan voor diverse watersporten, zoals roeien, kano en zwemmen.
De baan is gelegen vlak bij het recreatiepark Beekse Bergen in de gemeente Hilvarenbeek bij Tilburg. De baan werd in 1977 en 1978 als verbreding van het Wilhelminakanaal aangelegd als een vierbaansroeibaan van 2000 meter met een breedte van 75 tot 80 meter. De baan is volgens de FISA-norm strikt genomen minder geschikt als wedstrijdbaan voor internationale competities, aangezien hiervoor een achtbaansroeibaan voorgeschreven staat (in dit opzicht vergelijkbaar met de Watersportbaan van Gent).
Watersportbaan Tilburg is de thuisbasis van verschillende roeiverenigingen. Daarnaast wordt de baan regelmatig gebruikt voor roeiwedstrijden en -trainingskampen van verenigingen uit binnen- en buitenland. Een voorbeeld is het jaarlijkse NOOC Openingstoernooi studentenroeien, eind maart. Er vinden ook zwemwedstrijden plaats.